# Parafia Miłosierdzia Bożego w Lublinie
Parafia Miłosierdzia Bożego w Lublinie – parafia rzymskokatolicka w Lublinie, należąca do archidiecezji lubelskiej i Dekanatu Lublin – Południe. 

## Historia
W 1982 roku na osiedlu Wrotków decyzją bpa Bolesława Pylaka utworzono samodzielny ośrodek duszpasterski, którego duszpasterzem został ks. Antoni Czyżewski. W 1983 roku przybyły siostry Opatrznościanki. 
4 czerwca 1983 roku została erygowana parafia z wydzielonego terytorium parafii św. Teresy. W latach 1985–1991 zbudowano kościół parafialny, przy ul. Nałkowskich. 13 października 1991 roku kościół został konsekrowany.

## Proboszczowie
- ks. kan. Antoni Czyżewski (1983–1985)
- ks. kan. dr Eugeniusz Szymański (1985–2020)
- ks. Wojciech Iwanicki (od 2020)[2][3]

## Zasięg parafii
Ulice: Diamentowa, Energetyków, Inżynierska, Janowska, Koło, Medalionów, Nałkowskich, Nowy Świat, Olszewskiego, Romera, Samsonowicza, Smoluchowskiego, Stary Gaj, Wrotkowska.